# 夔國
夔國，又称隗国，《汉书》、《后汉书》等作「归国」，地理位置位于現今湖北省秭归县，在商朝時，由夔越建立的國家，为周朝楚国的宗室，也是楚國的一个小附庸。前634年被楚成王以不祭祀先祖的名义灭亡。
《左传》记载夔国始封君是楚国国君熊绎的嫡长子熊挚，但是因为熊挚有疾病，无法继承楚國君位，所以被封到夔國。
楚成王卅八年（前634年），夔國國君（夔子）不肯祭祀祝融和鬻熊，楚國使者責備他。夔國國君回答說：「我們的先王熊摯（楚國國君熊繹嫡長子）有病，鬼神不肯饒了他，他自我流放到夔國，無法繼承楚國的王位，那我們為何還要祭祀？」是年秋季，楚國派遣司馬子西與令尹子玉率領楚軍消滅夔國，抓了夔國國君回國。